# Luchtballon
Luchtballon è un singolo del rapper olandese Joost Klein pubblicato il 4 giugno 2024 come terzo estratto dal nono album in studio Unity.

## Descrizione
Il brano contiene un campionamento di Right Here Waiting di Richard Marx.

## Video musicale
Il video musicale è stato diretto da Lowpolyon. L'animazione 3D è stata realizzata da Bruno Verhaar, Iri Pauwels e Lyon Pol con l'utilizzo di Blender.

## Tracce
Testi e musiche di Joost Klein, Richard Marx, Teun de Kruif, Thijmen Melissant.
1. Luchtballon – 2:16

## Classifiche
| Classifica (2024) | Posizione |
| ----------------- | --------- |
| Belgio (Fiandre)  | 15        |
| Lituania          | 48        |
| Paesi Bassi       | 4         |